# Hill Climb Racing
Hill Climb Racing — 2D відеогра в жанрі перегони, яка була створена та видана фінською студією Fingersoft для мобільних пристроїв. Гра була випущена 22 вересня 2012 року на Android, згодом гра вийшла на IOS, Windows Phone та Windows. Протягом року з моменту реліза, гру завантажили понад 100 мільйонів разів.

## Ігровий процес

### Мета гравця
Збирати монети під час руху на автомобілі. При шляху витрачається паливо. Щоб поповнити паливо потрібно збирати "баки з паливом" під час їзди. Поразка в грі настає, якщо паливо закінчилося або «водій» автомобіля не може продовжувати рух (наприклад, він травмований в результаті удару об землю або про верхню частину печери). Монети видаються не тільки під час їх збирання, а й за виконання «трюків». Монети гравець може витратити на поліпшення свого автомобіля, або на покупку нового, так само в грі є безліч локацій і трас які теж можна придбати за ігрові монети. На кожній трасі різна сила тяжіння, рельєф і перешкоди. У грі, крім монет, є алмази - преміум-валюта гри, їх можна збирати під час гонок!

### Меню
Перше що ми бачимо при вході в гру це меню, в якому знаходяться 4 вкладки, 1 з цих вкладок це "Магазин" У ньому можна придбати золото і алмази за грошову валюту, 2 вкладка "Етап" в ньому можна придбати або вибрати локацію на якій ви хочете грати, 3 локація "Автомобіль" в ньому ви можее придбати автомобіль за золото і вибрати автомобіль на якому ви хочете грати, 4 вкладка "Тюнінг" в ньому ви можете поліпшити обраний вами автомобіль за золото.

### Щоденні місії
Також в меню існує кнопка "Щоденні місії", в цій вкладці потрібно виконають місії (наприклад виконати 25 сальто назад) за виконання місій даюся призи у вигляді ігрової валюти. Місії оновлюються кожні 24 години.

### Гараж
22 грудня 2016 року відбулося оновлення 1.31.0 в якому компанія "Fingersoft" додали гараж.
У гаражі можна створити свою машину, складену з деталей. Гараж відкривається за алмази. У гаражі гравцеві доступні карти, які використовуються для розблокування деталей автомобіля; картки можно придбати відкриваючи скрині. Скрині стають доступними при їх купівлі за алмази, при проходженні трас, або через деякий час. Також скрині розрізняються по рідкості.
У кожної з деталей автомобіля є свої характеристики. Наприклад, одна з деталей може збільшувати потужність. Ефект деяких частин негативний, наприклад, у гравця буде менше палива.У версії 1.32.1 з'явилися «бустери», вони допомагають автомобілю продовжити рух і купуються за алмази.

## Розробка
Hill Climb Racing розробив фінський програміст Тоні Фінгерос (фін. Toni Fingerroos), якому на момент випуска гри було 29 років. Він почав писати програмне забезпечення у віці 10 років. Він обожнював гоночні автомобілі, тому він написав свою першу гру Ralli 94 та поділився нею з друзями. У той час, коли він вважав, що ігри розроблюють фірми, а не прості люди, він назвав свою любительську фірму "Fingersoft".
Через 10 років після своєї першої гри, Фінгерос створює студію, по розробці відеоігор "Fingersoft", яка займалась розробкою відеоігор на мобільні пристрої Nokia. З тих пір, він займався іншими не прибутковими роботами, які в кінцевому результаті привели його до заборгованості. У лютому 2012 року Тоні випустив додаток "Cartoon Camera", який достатньо швидко набрав 10 млн завантажень, що допомогло Фінгерсону вийти з боргів і почати роботу над Hill Climb Racing.
Декілька місяців по 16 годин на день, Тоні Фінгерсон розроблював Hill Climb Racing у компактній спальні перед випуском гри. Звукові ефекти він взяв загальнодоступні, а його знайомі розроблювали візуальні образи. Як стверджує бізнес-директор Fingersoft Ярко Пааланен (фін. Jarkko Paalanen), художники навмисно нафарбувались "по-наївному та по-дитячі" під стиль гри. Білл Ньютон (англ. Bill Newton) головний герой гри, був створений на основі партнера Фінгерсона Пайа Турунена (англ. Pai Turunen). Гра була випущена на Android 22 вересня 2012. На тлі успіху гри Фінгерос зв’язався з Теему Нархі (фін. Teemu Närhi), колишнім співробітником Pixoline, щоб портувати гру для iOS. Ця версія була випущена 8 листопада, того ж року. Згодом, гра була випущена на Windows 8 та на Windows Phone.:243

### Китайська версія
Fingersoft планували локалізувати Hill Climb Racing для Китая. У липні 2014 вони вже випустили оригінальну версію гри, спільно з фінсько-китайським дистриб'тором MyGamez, який спеціалізуються на випуску некитайських ігор на китайський ринок. Пааланен знайшов спосіб звернути увагу китайської аудиторії до себе, шляхом зміни стиля гри під китайську тематику, при цьому зберігаючи оригінальний геймплей. Hill Climb Racing: China Edition була випущена MyGamez у лютому 2015, що збігається за китайським новим роком.

## Рецепції
Критики схвально оцінили гру, зазвичай вказуючи на хорошу фізику. Критика, здебільшого, була зосереджена на графіці, тому що проблеми з нею часто не помічались на етапі тестування. Критик Modojo Джон Бедфорд (англ. John Bedford) погано відгукнувся про графіку та саундтрек, проте вказав на те, що йому було цікаво вивчати механіку гри і зазначив, що гра "викликає дике звикання". Критик SFGate Пітер Хартлауб (англ. Peter Hartlaub) високо оцінив тюнінг транспорта, оскільки це вказує на "тонку" фізику гри. Незважаючи на це, критик порівняв Ski Safari, схожу за механікою грою, та Hill Climb Racing, і зазначив, що Ski Safari має складніший геймплей та кращу і більш "веселу", дитячу графіку, проте він вважає Hill Climb Racing більш захоплюючою і зробив висновок, що гра є "хорошим прикладом того, наскільки механіка важливіша за графіку на ринку мобільних ігор".
Критик Pocket Gamer Гарі Слейтер (англ. Harry Slater) порівняв гру з Trials, і назвав Hill Climb Racing менш "бомбічною", а також зазначив, що у грі виродська графіка. Проте критик похвалив простоту геймплея, а також назвав гру невражаючою, але непоганою і приємною, як для жанра перегон, заснованих на фізиці. Критик шведського журнала Mobil Еліас Нордлінг (англ. Elias Nordling) розглядав систему фрімиума і зазначив, що система прогресування є досить швидкою, що робить донат досить спокусливим. Він вважає, що управління є досить простим, а фізика — важкою, проте його найголовніша скарга, це те, що при запуску будь-якого рівня гравець починає з самого початку, а не з найвищого досягнутого рівня. Еліас вважає, що це затьмарює почуття досягнення, але зробив висновок, що гра йому сподобалася, і що вона викликає звикання.

### Продажі
Fingeroft повідомили, що за перший фінансовий рік вони отримали загальну суму у 15,5 мільйонів євро за рахунок реклами та покупок у додатках. Чистий прибуток компанії продовжував зростати до 2018 року, допоки компанія Fingersoft не повідомила про чистий прибуток у 21 мільйон євро, що зменшилося з 2017 року на 29,6 мільйонів євро. Це пояснювалося тим, що компанія сфокусувалася на формуванні своєї команди та тим, що компанія не випустила жодної гри у 2018 році, а її старі ігри продовжували приносити прибуток.

## Сиквел (Hill Climb Racing 2)
28 листопада 2016 року Fingersoft випустила сиквел на Android — Hill Climb Racing 2. Згодом, гра з'явилася на IOS (Грудень 2016) та Windows 10 (23 березня 2018).
Гра була завантажена більш ніж 100 млн разів, це — одна з найпопулярніших ігор жанра перегони на мобільні телефони. У сиквелі з'явилися перегони, змагання та багатокористувацький режим. Також у грі з'явилися нові автомобілі, змінився тюнінг авто та кастомізація автомобіля.

### Ящики
У грі є "ящики" (англ. Chests), яких можна отримати за перемогу в перегонах, вони поділяються на 4 типа: "звичайний" (англ. Common), "рідкий" (англ. Rare), "епічний" (англ. Epic) та "легендарний" (англ. Legendary). Також є "ящик", який можна відкрити за 10 "медалей"; "безкоштовний" (англ. Free), якого можна безкоштовно відкривати в головному меню кожні 8 годин та "VIP ящик" (англ. VIP Chest), якого можна відкрити тільки за реальну валюту. З "ящиків" може випасти монети, алмази, нові деталі для авто або нові елементи для кастомізації персонажа.

### Валюта
У грі є ігрова валюта, яка поділяється на 2 типи: монети (англ. Coins) та алмази (англ. Gems). За монети гравець може тюнінгувати машину, а за алмази — відкривати "ящики" та купувати монети. Отримати їх можна з "ящиків" або за реальну валюту.

### Ліги
В цій грі ліги поділяються на "бронзу" (англ. Bronze), "срібло" (англ. Silver), "золото" (англ. Gold), "платина" (англ. Platinum), "діамант" (англ. Diamond) та "легендарний" (англ. Legendary). Всі вони поділються на три ліги (наприклад: Bronze 1, Bronze 2, Bronze 3, Silver 1 і т. д.). Щоб перейти в наступну лігу потрібно перемагати в перегонах. За перехід в наступну лігу гравець отримує новий транспорт, монети і т. д.

### Режими
У гру вперше за історію серії було додано мультиплеєр, в якому є чотири режима:
- Кубки (англ. Cups) — в цьому режимі 4 людини намагаються проїхати ту чи іншу трасу швидше за інших. У разі успіху гравець отримує "ящик" та медалі, за яких гравець може перейти в наступну лігу.
- Пригода (англ. Adventure) — в даному режимі гравець намагається проїхати якомога далі спочатку траси. Проблема в тому, що локації надзвичайно нестабільні, тут величезна кількість горок, для проходження яких потрібно розгін. А також, що у транспорті закінчується паливо, яке потрібно збирати по дорозі.
- Події (англ. Event) — завдання, які оновлюються раз на тиждень. Завдання часто не пов'язані з гонками, наприклад, це може бути завдання в, якому необхідно стрибнути на якомога далеку відстань.
- Командні події (англ. Team) — завдання, які відкриваються з ліги "Золото 1". В них гравцеві потрібно на будь-якому обраному транспорті, якомога швидше проїхати транспорт. В залежності від місця в таблиці рекордсменів, гравцеві видається нагорода у вигляді "ящика".